# Ritratto di Vitellozzo Vitelli
Il Ritratto di Vitellozzo Vitelli è un dipinto a olio su tavola (42 × 33 cm) di Luca Signorelli, databile al 1492-1496 circa e conservato nella Collezione Berenson di Villa I Tatti a Settignano (Firenze).

## Storia

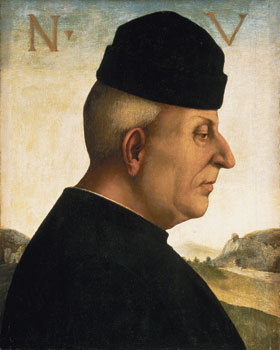
Ritratto di Niccolò Vitelli

L'opera faceva parte di una sorta di dittico col Ritratto di Niccolò Vitelli, padre di Vitellozzo, signore di Città di Castello. Fu realizzata durante uno dei soggiorni di Luca nella città umbra, tra il 1492 e il 1496. 

## Descrizione e stile
L'uomo è raffigurato di profilo, voltato a sinistra e vestito di nero, sullo sfondo di un paesaggio di colline umbre e di un cielo che schiarisce verso l'orizzonte, come all'alba. In alto si leggono le iniziali che permettono di identificare l'uomo: "V V".
L'opera dimostra la volontà di creare un'effigie dignitosa, ma al tempo stesso piacevole, mediando tra la tradizione fiorentina del ritratto eroico e quella umbra, con un atteggiamento malinconico e l'idealizzato sfondo paesistico.